# Anders Addner
Anders Addner, född 26 oktober 1799 i Linköpings församling, Östergötlands län, död 14 september 1876 i Skönberga församling, Östergötlands län, var en svensk klarinettist.

## Biografi
Anders Addner föddes 26 oktober 1799 i Linköping. Addner studerade för Bernhard Crusell och utomlands från 1826 till 1829. Han var under 30 år verksam vid Italienska operan i Sankt Petersburg. Addner konserterade även i Sverige och Tyskland. Han ansågs som en av sin tids främsta klarinettister. Han avled 14 september 1876 i Linköping.